# Supino
El supino (en latín: supinum) es una forma no personal del verbo latino (la cuarta junto al infinitivo, gerundio y participio), que conserva los casos acusativo, dativo y ablativo. Obtuvo este nombre (supinus en latín significa perezoso, indiferente) por su vaguedad o inutilidad ya que casi todas las oraciones construidas con él frecuentemente tienen otras formas de decirse, por ejemplo: discedo lecturus, discedo ad legendum, discedo ut legam, discedo lectum, de las cuales la última utiliza el supino y todas significan 'me retiro a leer'. 
| Acusativo | Dativo-ablativo |
| --------- | --------------- |
| amatum    | amatu           |

El supino realmente es un infinitivo de fin, esto es, expresa la acción del verbo como fin u objeto.
Su acusativo, que es su forma principal, coincide con la neutra del participio pasivo terminado en -um, mientras el dativo/ablativo es la variante sin la -m final, dando un significado de relación o respecto de la acción.
Por ejemplo el supino del verbo laudare (loar) es laudatum («para loar»); el de complere (cumplir), completum («para cumplir»), el de agere (hacer), actum («para hacer») y el de audire (oír), auditum («para oír»). Y en dativo-ablativo: laudatu («para con loar»), completu («para con cumplir»), actu («para con hacer») y auditu («para con oír»).
En español y otras lenguas romances (a excepción del rumano) no existe esa forma verbal, sino que se expresa mediante construcciones analíticas (véase los ejemplos antes mencionados).
También se utiliza en el idioma sueco.